# 白节簕竹
白节簕竹（学名：Bambusa dissimulator var. albinodia）为禾本科簕竹属下的一个变种。

## 扩展阅读
- 維基物種上的相關：白节簕竹